# Muscle vaste médial
Le muscle vaste médial ou muscle vaste interne (en latin : Musculus vastus medialis) est un muscle du membre inférieur au niveau de la face médiale de la cuisse. Il se situe dans la partie médiale de la loge fémorale antérieure. C'est l'un des quatre chefs qui composent le muscle quadriceps fémoral.

## Description
Le muscle vaste médial s'étend du fémur à la patella.

## Origine
Le muscle vaste médial se fixe sur la lèvre médiale de la ligne âpre et sur la branche médiale de trifurcation supérieure de cette ligne.

## Trajet
Le muscle vaste médial contourne transversalement le corps du fémur.

## Terminaison
Le muscle vaste médial se termine sur le bord médial du muscle droit fémoral et du tendon quadricipital, et par son intermédiaire  sur le bord médial de la patella, sur le condyle tibial médial par des expansions directes et sur le condyle tibial latéral par des expansions croisées, participant ainsi à la constitution du rétinaculum de la patella.

## Innervation
Le muscle vaste médial est innervé par le rameau du muscle vaste médial du nerf fémoral.

## Action
Le muscle vaste médial est extenseur de la jambe sur la cuisse et participe au rappel patellaire.

## Galerie

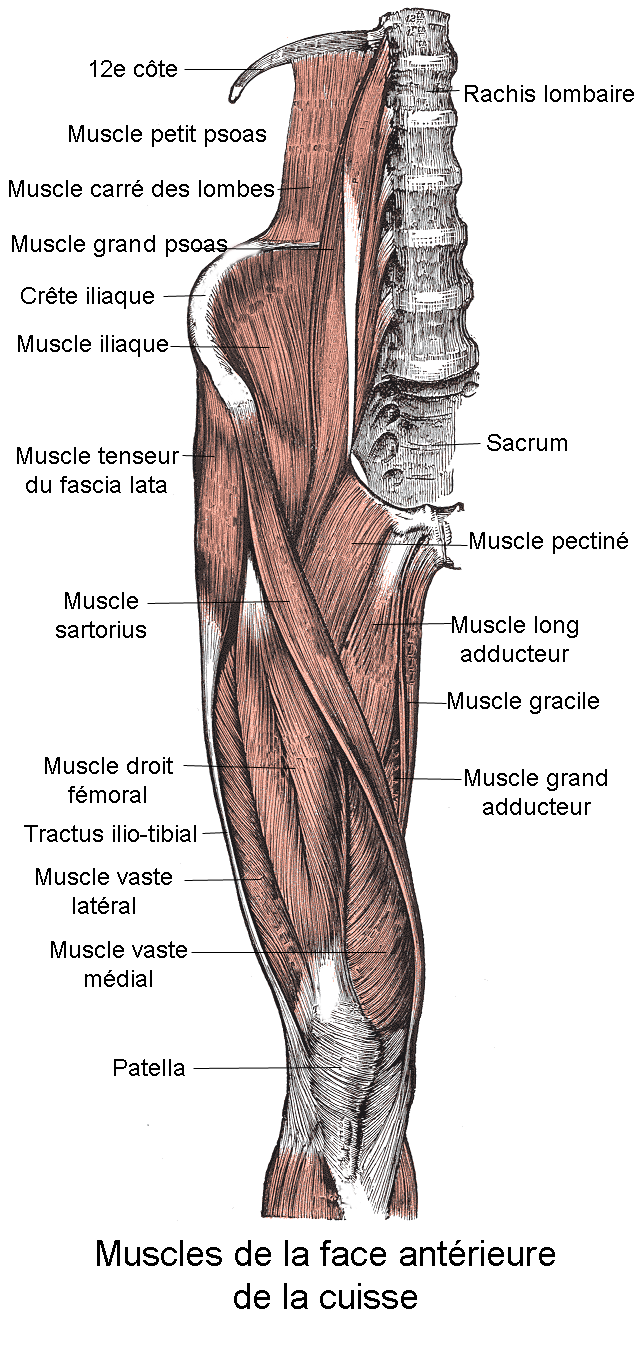
Situation du vaste médial ou vaste interne